# Россини (коктейль)
«Росси́ни» — появившийся в середине XX века слабо-алкогольный коктейль, представляющий собой смесь игристого вина (традиционно просекко) и свежего клубничного пюре. Относится к тому же типу коктейлей, что и «беллини», «мимоза», «тинторетто».

## История
Коктейль получил своё название в честь итальянского композитора XIX века Джоаккино Россини.

## Приготовление коктейля
В начале нужно получить клубничное пюре. Для этого свежую клубнику перемалывают в электро-блендере. Затем добавляют несколько капель лимонного сока и, если пюре получилось не достаточно сладким, сахарный сироп, по вкусу. В шейкер насыпают лёд и выливают одну часть клубничного пюре и две части просекко (или шампанского). Шейкер слегка встряхивают до полного охлаждения смеси и сцеживают содержимое в бокалы для шампанского — флют.